# مظنون (فیلم ۲۰۱۳)
«مظنون» (انگلیسی: The Suspect (2013 film)) فیلمی در ژانر اکشن است که در سال ۲۰۱۳ به کارگردانی وون شین یون منتشر شد. در خلاصه داستان این فیلم آمده است ، دانگ (گونگ یو)که یک مامور باتجربه و حرفه‌ای است ، در طول یک ماموریت به حال خود رها می‌شود و خانواده‌اش به قتل می‌رسند. او در حالی که تحت تعقیب ، فراری و وامانده میان سوگ و انتقام است ، شغلی را به عنوان راننده‌ی مدیرعامل یک شرکت قدرتمند برمی‌گزیند. اما…

## بازیگران اصلی فیلم
- گونگ یو به عنوان جی دونگ چول، جاسوسی کره شمالی
- پارک هی-سون به عنوان مین سه هون، گروهبان کره جنوبی
- جو سونگ ها به عنوان کیم سوک هو، مدیر NIS
- یو دا-این به عنوان چوی کیونگ هی، فیلمساز از یک فیلم مستند در کره شمالی
- کیم سونگ کیون به عنوان ری کوانگ جو
- جو جائه یون به عنوان کاپیتان جو
- پارک جی ایل به عنوان آهنگ مدیر اجرایی
- کیم مین جائه به عنوان خبرنگار جو
- کیم سونگ ایوی به عنوان رئیس معاون شین
- وان پونگ یون به عنوان کیم سوک هو، آدم پست و حقیر
- وان جین به عنوان SA1
- سونگ جائه ریم به عنوان پروفسور کیم (SA2)